# WJK-Verlag
Der WJK-Verlag ist ein 1993 gegründeter Verlag zu Themen aus dem Umfeld der Studentenverbindungen. Verleger ist der Kaufmann und Studentenhistoriker Kurt U. Bertrams aus Hilden.
Das Verlagsprogramm umfasst Sachbücher, Nachschlagewerke, Neudrucke und Erinnerungen. Dabei werden Themen wie Mensur, Duell und Studentica behandelt. Außerdem erscheinen die Edition Jena und die Reihe Gaudebamus! sowie Abhandlungen zur Geschichte der Deutsch-Baltischen Studentenverbindungen und zur Geschichte der Studentenverbindungen im Ersten Weltkrieg. Zu den Autoren des Hauses gehören Hans-Georg Balder, Paulgerhard Gladen, Peter Hauser, Jürgen Herrlein, Peter Platzer und Henning Tegtmeyer.